# 다대포해수욕장역
다대포해수욕장(몰운대)역(Dadaepo Beach(Morundae Ap)Station, 多大浦海水浴場(沒雲大앞)驛)은 대한민국 부산광역시 사하구 다대동에 있는 부산 도시철도 1호선의 전철역이자 종착역이다. 이 역부터 동매역까지 지하 구간이다. 심야에 4편성이 주박한다.

## 역사
- 2009년 11월 20일(금요일) : 부산 도시철도 1호선 신평역~다대포해수욕장역 구간 착공
- 2017년 4월 20일(목요일) : 부산 도시철도 1호선 신평역~다대포해수욕장역 구간 연장 개통과 함께 종착역으로 영업 개시

## 역명
공사 중 가역명은 다대포역(多大浦驛) 또는 다대역(多大驛)이었으며, 2016년 2월 말에 다대포해수욕장역(多大浦海水浴場驛)으로 역명이 결정되었다. 역명이 너무 길다는 반발도 있었지만 결국 본 역명으로 최종 확정되었다. 역명이 7글자로 부산 도시철도의 종착역 중 가장 긴 역명이다. 2020년 12월 12일에 개통한 인천 도시철도 1호선 송도달빛축제공원역과 2024년 12월 21일에 개통된 대구 도시철도 1호선의 대구한의대병원역의 경우, 전국 도시 철도의 역 중 가장 긴 역명으로 표기하였다.

## 부역명
몰운대앞(沒雲大앞)로 인근에 다대포해수욕장과 일몰 명소인 몰운대가 있으며, 열차내 안내방송에서도 로고송을 대신해 갈매기와 파도소리를 곁들여 언급한다.

## 개요
심야에 부산 도시철도 1호선 4편성이 주박한다.

## 특징
현재 부산 도시철도 1호선의 기점이며, 신평역~다대포해수욕장역 연장 구간의 역들 중 유일무이하게 반대편 승강장과 횡단이 가능한 구조로 지어져 있다.
대한민국 최남단 도시철도역이다.

## 역 구조
이 역 진입 전에 건넘선이 존재한다. 출입구는 4개다.

### 승강장
2면 2선의 상대식 승강장을 갖춘 지하역이며, 완전밀폐형 스크린도어가 설치되어 있다.
| 시·종착역 |
| \| 상     |
| ↓다대포항 |

| 상행 | ● 부산 도시철도 1호선 | 신평기지 입고 열차 당역 종착    |
| 하행 | ● 부산 도시철도 1호선 | 남포·부산역·서면·동래·노포 방면 |

## 역 주변
- 다대포해수욕장
- 몰운대
- 다대포해변공원
- 다대포 생선회먹거리타운
- 중현초등학교
- 다선중학교
- 응봉초등학교
- 다대고등학교
- 다대도서관
- 다대1동우체국
- 몰운대종합사회복지관
- 사하구청소년문화의집
- 몰운대초등학교
- 부산환경공단 다대사업소
- 다대실내수영장
- 노을정휴게소
- 아미산 전망대
- 장림피혁단지 방면
- 롯데캐슬몰운대아파트

## 인접한 역
| 부산 도시철도 1호선 | 부산 도시철도 1호선   | 부산 도시철도 1호선    |
| ------------------- | --------------------- | ---------------------- |
| 시·종착역           | ● 부산 도시철도 1호선 | 096 다대포항 노포 방면 |